# Les Carmes
Les Carmes est un cinéma français situé à Orléans dans le département du Loiret en région Centre-Val de Loire.
Le cinéma est classé « art et essai ».

## Géographie
La salle de cinéma est située dans le département du Loiret (Centre-Val de Loire) , en centre-ville d'Orléans, au 7 de la rue des Carmes.
Le cinéma est accessible par les lignes A et B du tramway d'Orléans, à l'arrêt "De Gaulle" situé place du Général de Gaulle.

## Histoire
Le cinéma ouvre ses portes en 1999.
En janvier 2013, l'assemblée générale de la société gérant le cinéma choisit de révoquer le gérant en constatant un passif de plus d’un million d’euros. La société est alors en dépôt de bilan puis placée en redressement judiciaire. Elle fait l’objet d’une liquidation judiciaire en novembre 2013 et examine une proposition de reprise,.
Michel Ferry Picard reprend la gestion du cinéma à la fin de l'année 2013.
En 2019, le cinéma ouvre une quatrième salle en sous-sol d'une quarantaine de places.

## Description
Le cinéma est géré par la société à responsabilité limitée Les Carmélites.
Les Carmes possède quatre salles pour un total d'environ 520 places.